# Maria Mercedes Cabezas Terrero
 (mars 2017).
Maria Mercedes Cabezas Terrero, née le 19 décembre 1911 à Salamanque et décédée le 30 septembre 1993 à Santander, était une religieuse catholique espagnole, fondatrice en 1949 de la congrégation des Ouvrières missionnaires du Sacré-Cœur de Jésus pour venir en aide aux plus démunis. Elle est reconnue vénérable par l'Église catholique depuis février 2017.

## Biographie
Maria Mercedes Cabezas Terrero naît le 19 décembre 1911 dans une famille modeste de Salamanque. Elle grandit dans la tradition religieuse et traîne depuis son enfance une santé fragile. Après avoir été guéri miraculeusement d'une maladie par l'intercession du bienheureux Bernard de Hoyos, c'est à l'âge de vingt-cinq ans qu'elle se consacre à Dieu. Dès lors, elle mène une vie pieuse et concentre ses activités par le service aux plus démunis dans les banlieues. Des compagnes la rejoignent et elles s'établissent en communauté à Santander. Elles fondent une maison pour les jeunes filles issues de milieux défavorisées et sous la conduite de Maria Mercedes Cabezas Terrero, elles viennent aussi en aide aux mourants et aux enfants abandonnés. 
En 1949, la communauté est établie en congrégation religieuse sous le nom d'Ouvrières missionnaires du Sacré-Cœur de Jésus. Maria Mercedes Cabezas Terrero fait sa profession religieuse au sein de sa fondation. Sa priorité : aller aux périphéries. Elle avait pour devise : « Les plus pauvres sont ceux qui ne connaissent pas Dieu. Il faut aller les chercher là où ils sont. » Malgré ses responsabilités de fondatrice, formation des religieuses, organisation de la congrégation, développement des maisons et des initiatives, Mère Cabezas Terrero réalise une active œuvre charitable dans les quartiers de Santander, allant elle-même servir les plus démunis, venant particulièrement en aide aux enfants défavorisés. Après l'approbation pontificale de sa congrégation, elle se recule dans une vie cachée et au service des œuvres de sa fondation, ayant toujours refusé les responsabilités de supérieure. 
L'actuel archevêque de Madrid, le cardinal Carlos Osoro Sierra, fut son directeur spirituel les quinze dernières années de sa vie. Il témoignera de l'importante vie spirituelle de Maria Mercedes Cabezas Terrero pendant son procès en béatification. Elle meurt le 30 septembre 1993 à Santander.

## Béatification
La cause pour la béatification et canonisation de Maria Mercedes Cabezas Terrero débute le 8 février 2003 dans le diocèse de Santander. La phase diocésaine se clôture le 3 février 2006 avant d'être étudiée à Rome par la Congrégation pour les causes des saints. 
Le 27 février 2017, le pape François reconnaît l'héroïcité de ses vertus et la déclare vénérable.